# BURP-Manöver
Das BURP-Manöver (backward, upward and rightward pressure) ist ein Handgriff, mit dem bei einer schwierigen endotrachealen Intubation die Sicht auf die Stimmlippen (Glottis) verbessert und das Einführen des Tubus erleichtert bzw. erst ermöglicht werden kann. Dabei wird ein nach hinten, oben und rechts gerichteter Druck auf den Schildknorpel des Kehlkopfes (Larynx) ausgeübt, im Gegensatz zum Sellick-Handgriff, der den Ringknorpel betrifft.
Die Methode wurde 1993 durch den Kanadier Knill eingeführt.